# Agrotis monochroma
Agrotis monochroma là một loài bướm đêm trong họ Noctuidae.